# Киси на Оњону
Киси на Оњону (фр. Cussey-sur-l'Ognon) насеље је и општина у источној Француској у региону Франш-Конте, у департману Ду која припада префектури Безансон.
По подацима из 2011. године у општини је живело 961 становника, а густина насељености је износила 127,28 становника/km². Општина се простире на површини од 7,55 km². Налази се на средњој надморској висини од 227 метара (максималној 256 m, а минималној 206 m).

## Демографија
| 1962. | 1968. | 1975. | 1982. | 1990. | 1999. | 2011. |
| ----- | ----- | ----- | ----- | ----- | ----- | ----- |
| 155   | 197   | 324   | 478   | 570   | 621   | 961   |

График промене броја становника у току последњих година